# Dereköy, Çiftlikköy
Dereköy là một xã thuộc huyện Çiftlikköy, tỉnh Yalova, Thổ Nhĩ Kỳ. Dân số thời điểm năm 2010 là 238 người.